# 遮那院
遮那院（しゃないん）は岐阜県大垣市中町にあった大日如来を本尊とする真言宗智山派の寺院で、山号は牛屋山、寺号は大日寺で大須宝生院の末寺であった。江戸時代の観音巡礼、大垣近郷三十三観音巡礼12番札所。
白鳳時代に天武天皇が百済の王子であったという金珠上人を開山として建立したと伝わる。建立地が牛屋川の西であったため、牛屋山と称したという。その後天長年間に弘法大師が大日如来、不動明王および愛染明王を安置して大日寺遮那院と名付けたとされる。宝徳3年（1451年）に大垣八幡神社が遷座されて以来、その別当職を務めた。天文16年（1547年）に斎藤道三が大垣城を攻撃した際に兵火を被り焼失した。永禄年間に行われた大垣城の整備に伴い寺地が収用されたため、中町柳原に移転する。宝生院の末寺になったのは慶安3年の宗門改め以前のことである。明治時代の神仏分離令により廃寺となり、仏像や法具は慈応寺に移された。